# Cólon (cratera)
Cólon é uma cratera marciana. Tem como característica 2 quilômetros de diâmetro. Deve o seu nome a Colón, uma cidade do Panamá.